# Hadena aberrans
Hadena aberrans är en fjärilsart som beskrevs av Evans 1856. Hadena aberrans ingår i släktet Hadena och familjen nattflyn. Inga underarter finns listade i Catalogue of Life.